# Płocki Park Przemysłowo-Technologiczny
Płocki Park Przemysłowo-Technologiczny S.A (PPP-T) – polskie przedsiębiorstwo z siedzibą w Płocku przy ulicy Łukasiewicza, należące do Grupy kapitałowej PKN Orlen, którego celem jest tworzenie atrakcyjnych warunków dla rozwoju przedsiębiorstw w Płocku.
PPP-T (jako przedsiębiorstwo) został powołany 14 lipca 2004 roku w ramach wspólnego projektu realizowanego przez Miasto Płock z PKN Orlen. Oba podmioty posiadają po 50% udziałów tego przedsiębiorstwa.
Spółka posiada własny obszar inwestycyjny obejmujący powierzchnię ponad 200 hektarów. Na terenie Płockiego Parku Przemysłowo-Technologicznego znajdują się liczne obiekty administracyjne.
PPP-T do 2020 r. był koordynatorem Mazowieckiego Klastra Chemicznego.